# Jennifer Courtney
Jennifer Courtney ist eine US-amerikanische Schauspielerin.

## Leben
Courtney wurde als eines von drei Geschwistern als Tochter eines Geschichtslehrers und einer Sängerin geboren. Die Schauspielerin Stephanie Courtney ist ihre jüngere Schwester. Seit 2002 ist Courtney mit dem US-amerikanischen Schauspieler und Drehbuchautoren Guy Stevenson verheiratet. Das Ehepaar hat drei Kinder.
Courtney startete ihre Filmkarriere Ende des 20. Jahrhunderts, indem sie in einzelnen Episoden US-amerikanischer Fernsehserien wie Law & Order, Oh, Grow Up, Jack & Jill und Ein Trio zum Anbeißen mit spielte. 2002 war sie in Wolfhound erstmals in einem Film zu sehen. Im selben Jahr spielte sie in einer Episode der Fernsehserie Lass es, Larry! mit. 2003 folgte eine Besetzung im Film Melvin Goes to Dinner. Nach vierjähriger Pause spielte sie 2007 in einer Episode der Fernsehserie Dexter mit, ein Jahr später sah man sie in Atom TV. 2012 hatte sie eine Rolle in dem Spielfilm Janeane from Des Moines. Zuletzt spielte sie die Rolle der Stacey in der Fernsehserie Shameless.

## Filmografie
- 1998: Law & Order (Fernsehserie, Episode 8x12)
- 1999: Oh, Grow Up (Fernsehserie, Episode 1x04)
- 1999: Jack & Jill (Fernsehserie, Episode 1x06)
- 2000: Ein Trio zum Anbeißen (Two Guys And A Girl) (Fernsehserie, Episode 3x15)
- 2002: Wolfhound
- 2002: Lass es, Larry! (Curb Your Enthusiasm) (Fernsehserie, Episode 3x10)
- 2003: Melvin Goes to Dinner
- 2007: Dexter (Fernsehserie, Episode 2x07)
- 2008: Atom TV (Fernsehserie, Episode 1x02)
- 2012: Janeane from Des Moines
- 2018: Shameless (Fernsehserie, Episode 9x07)